# Рода Ердман
Рода Ердман (5 грудня 1870, Бад-Герсфельд, Німеччина — 23 серпня 1935, Берлін, Третій Рейх) — німецька дослідниця біології, спеціалістка з протистології та одна з піонерок культивування клітин поза організмом тварин.

## Біографія
У 1913 році Пруське міністерство культури не дозволило затвердити їй докторський ступінь
У 1913—1919 роках працювала в США на посаді дослідниці в Єльському університеті. Працювала в Зоологічній лабораторії Осборна разом з Лорандом Вудраффом. У 1916 році була першою жінкою-лекторкою в Єлі. Паралельно з вивченням партеногенезу в протист навчалася культивуванню клітин у Росса Гаррісона.
У 1918 році заарештована як німецька агентка та провела 4 з половиною місяці в Нью-Йоркській в'язниці, після чого була звільнена за клопотанням науковців університету. Надалі була депортована зі США.
У 1922 році випустила перший німецький підручник з культури клітин.
З 1924 року працювала професоркою в університетській клініці Шаріте, очолювала Інститут експериментальної онкології клініки. 
1933 була арештована нацистами, але невдовзі звільнена. На Роду Ердман звели наклеп гігієніст Гайнц Цейсс та ортопед Герман Гохт, які оголосили її єврейкою. Коли вона навела докази, що це неправда, її звинуватили в просуванні власних учнів-євреїв. Імовірно, Цейсс хотів очолити інститут замість Ердман, але після її смерті інститут закрили.

## Науковий внесок
У Єльському університеті Ердман досліджувала пересадку курчатам клітин з кісткового мозку.

## Наукові праці
- Erdmann R. Production of transplantable growth. Proceedings of the Society for Experimental Biology and Medicine. 1918;15(7):96-98. doi:10.3181/00379727-15-166